# 공포의 검은 차
《공포의 검은 차》(영어: The Car)는 미국에서 제작된 1977년 초자연 공포 영화이다. 엘리엇 실버스틴이 연출과 제작을 맡고, 제임스 브롤린, 캐슬린 로이드, 존 말리, 로니 콕스 등이 출연하였다. 운전자 없이 홀로 주행하면서 주민들을 살해하고 돌아다니는 정체불명의 차가 한 작은 마을을 공포로 몰아넣는다.
2019년 1월 8일 로니 콕스가 출연한 속편 《더 카: 로드 투 리벤지》(The Car: Road to Revenge)가 공개되었다.

## 출연진
- 제임스 브롤린
- 캐슬린 로이드
- 존 말리
- 로니 콕스
- R. G. 암스트롱
- 존 루빈스타인
- 킴 리처즈
- 카일 리처즈
- 로이 젠슨
- 케이트 머터
- 도리스 다울링
- 에디 리틀 스카이
- 멜로디 토머스 스콧